# Alu (Rapla)
Pour les articles homonymes, voir Alu.
Alu est un petit bourg de la commune de Rapla du comté de Rapla en Estonie.
Au 31 décembre 2011, il comptait 807 habitants.